# Джералд Беттрік
Джералд Беттрік (англ. Gerald Battrick; 27 травня 1947 — 26 листопада 1998) — колишній британський тенісист.
Найвищу одиночну позицію світового рейтингу — 53 місце досяг 15 жовтня 1973 року.
Здобув 27 одиночних та 1 парний титул.
Найвищим досягненням на турнірах Великого шолома були чвертьфінали в парному розряді.
Завершив кар'єру 1976 року.

## Фінали за кар'єру

### Одиночний розряд: 7 (1–3)
| Фінали за покриттям |
| Тверде (1–2)        |
| Трава (0–0)         |
| Ґрунт (2–1)         |
| Килим (1–0)         |

| Результат | W/L | Дата     | Турнір                   | Покриття  | Суперник            | Рахунок            |
| --------- | --- | -------- | ------------------------ | --------- | ------------------- | ------------------ |
| Поразка   | 0–1 | Бер 1970 | Каракас, Венесуела       | Тверде    | Том Гормен          | 2–6, 4–6, 6–3, 4–6 |
| Перемога  | 1–1 | Бер 1970 | Віллемстад, Кюрасао      | Тверде    | Хуан Хісберт стар.  | 2–6, 6–3, 7–5, 6–4 |
| Поразка   | 1–2 | Кві 1970 | Кінгстон, Ямайка         | Тверде    | Крістіан Кунке      | 4–6, 0–6           |
| Перемога  | 2–2 | Тра 1971 | Борнмут, Велика Британія | Ґрунт     | Желько Франулович   | 6–3, 6–2, 5–7, 6–0 |
| Перемога  | 3–2 | Сер 1971 | Гілверсум, Нідерланди    | Ґрунт     | Росс Кейс           | 6–3, 6–4, 9–7      |
| Перемога  | 4–2 | Лис 1971 | Лондон, Велика Британія  | Килим (i) | Боб Г'юїтт          | 6–3, 6–4           |
| Поразка   | 4–3 | Кві 1973 | Клеммонс, США            | Ґрунт     | Хайме Фійоль стар.. | 2–6, 4–6           |

### Парний розряд (1–4)
| Результат | W/L | Дата     | Турнір                  | Покриття  | Партнер      | Суперники                          | Рахунок                 |
| --------- | --- | -------- | ----------------------- | --------- | ------------ | ---------------------------------- | ----------------------- |
| Поразка   | 0–1 | Сер 1968 | Кіцбюель, Австрія       | Ґрунт     | Боббі Вілсон | Вільгельм Бунгерт Юрген Фассбендер | 3–6, 5–7                |
| Поразка   | 0–2 | Лют 1971 | Каракас, Венесуела      | Ґрунт     | Пітер Кертіс | Томас Кош Жозе Едісон Мандаріно    | 4–6, 6–3, 7–6, 4–6, 6–7 |
| Перемога  | 1–2 | Сер 1973 | Колумбус, США           | Тверде    | Грем Стілвел | Колін Діблі Чарлі Пасарелл         | 6–4, 7–6                |
| Поразка   | 1–3 | Вер 1973 | Чикаго, США             | Килим (i) | Грем Стілвел | Овен Девідсон Джон Ньюкомб         | 7–6, 6–7, 6–7           |
| Поразка   | 1–3 | Лис 1973 | Лондон, Велика Британія | Килим (i) | Грем Стілвел | Марк Кокс Овен Девідсон            | 4–6, 6–8                |